# هاچینوهه ۶۲۰۰
سیارک ۶۲۰۰ (به انگلیسی: 6200 Hachinohe، نامگذاری:1993HL) شش هزار و دویستمین سیارک کشف شده‌است که در ۱۶ آوریل ۱۹۹۳ کشف شد.
قدر مطلق سیارک برابر ۱۳٫۶۰ است.